# Імбрамовиці (Малопольське воєводство)
Імбрамовиці (пол. Imbramowice) — село в Польщі, у гміні Тшицьонж Олькуського повіту Малопольського воєводства.
Населення — 489 осіб (2011).
У 1975-1998 роках село належало до Краківського воєводства.

## Демографія
Демографічна структура станом на 31 березня 2011 року:
|          | Загалом | Допрацездатний вік | Працездатний вік | Постпрацездатний вік |
| -------- | ------- | ------------------ | ---------------- | -------------------- |
| Чоловіки | 249     | 57                 | 154              | 38                   |
| Жінки    | 240     | 46                 | 130              | 64                   |
| Разом    | 489     | 103                | 284              | 102                  |